# 김예지 (조정 선수)
김예지(金禮智, 1994년 11월 17일 ~ )는 대한민국의 조정 선수이다. 런던에서 열린 2012년 하계 올림픽과 리우데자네이루에서 열린 2016년 하계 올림픽에 참가하였다. 2014년 아시안 게임 여자 싱글 스컬 종목에서 대한민국 조정 역사상 두번째 아시안 게임 금메달을 획득했고, 2018년 아시안 게임에서 김슬기와 함께 더블 스컬 종목 은메달을 획득했다.